# Never-Ending Man: Hayao Miyazaki
Never-Ending Man: Hayao Miyazaki (Japans: 終わらない人 宮﨑駿; Owaranai Hito Miyazaki Hayao) is een Japanse televisiedocumentaire uit 2016, geregisseerd door Kaku Arakawa.

## Verhaal
De film volgt de met een Academy Award bekroonde animatiefilmmaker Hayao Miyazaki na zijn besluit in 2013 om met pensioen te gaan en tijdens het begin van de productie van zijn korte film Boro the Caterpillar.